# مالك بن دينار
مالك بن دينار. هو أبو يحيى مالك بن دينار البصري، من أعلام التابعين، قال الذهبي: «علم العلماء الأبرار، معدود في ثقات التابعين. ومن أعيان كتبة المصاحف، كان من ذلك بلغته».

## حياته
ولد في أيام عبد الله بن عباس، وسمع من أنس بن مالك في بلاده، وحدث عن سعيد بن جبير والحسن البصري وآخرين، وحدث عنه سعيد بن أبي عروبة وطائفة سواه. وثّقه النسائي وغيره، واستشهد به البخاري. وتوفي سنة سبع وعشرين ومائة للهجرة، وقال ابن المديني: سنة ثلاثين ومائة للهجرة.
كان أبو يحيى البصري من الذين اشتهروا بزهدهم. فكان يكتب المصاحف بالأجر كما أشرنا، وروي عنه قوله: «قرأت في التوراة: إن الذي يعمل بيده طوبى لمحياه ومماته». ولقد رزق الدأب على السير في طاعة مولاه جل وعلا، يبتغي الوصول إلى المعرفة الحقة وهو معرفة الله عز وجل. قال رحمة الله عليه: «خرج أهل الدنيا من الدنيا، ولم يذوقوا أطيب شيء فيها، قالوا: وما هو يا أبا يحيى؟ قال: معرفة الله».
أما عن صلته بالقرآن الكريم: فقد حملت إلينا كتب التراجم الكثير الطيب من ذلك مصداقًا لقوله تعالى: «إنما المؤمنون الذين إذا ذكر الله وجلت قلوبهم وإذا تليت عليهم آياته زادتهم إيماناً وعلى ربهم يتوكلون». ومما قاله في ذلك: «إن الصديقين إذا قرئ عليهم القرآن طربت قلوبهم إلى الآخرة» ثم قال: «خذوا فيقرأ ويقول: اسمعوا إلى قول الصادق من فوق عرشه».
وكان من الطبيعي أن يسائل نفسه ويسائل حملة القرآن ماذا زرع القرآن في قلوبهم، ماذا أثمر من الخير الذي ينعكس على جوارحهم وسلوكهم... إلى أي مدى كان قائدهم إلى الجنة، ومرابع القرب عند الله عز وجل.
حدث جعفر بن سليمان قال: سمعت مالك بن دينار يقول: «يا حملة القرآن ماذا زرع القرآن في قلوبكم؟ فإن القرآن ربيع المؤمن كما أن الغيث ربيع الأرض. فإن الله ينزل الغيث من السماء إلى الأرض فيصيب الحسَّ فتكون فيه الحبة فلا يمنعها نتن موضعها من أن تهتز وتخضر وتحسن، فيا حملة القرآن: ماذا زرع القرآن في قلوبكم؟ أين أصحاب سورة؟ أين أصحاب سورتين؟ ماذا عملتم فيهما؟»
وكان له قدرة عجيبة في التأثير وإيصال الموعظة إلى القلوب بحاله وبقلمه. قيل: دخل عليه لص فما وجد ما يأخذه، فناداه مالك: لم تجد شيئاً من الدنيا أفترغب في شيء من الآخرة؟ قال: نعم. قال: توضأ، وصل ركعتين، ففعل، ثم جلس وخرج إلى المسجد، فسئل مالك من ذا؟ فقال: جاء ليسرق فسرقناه.
ومن نظراته: ما كان يرى من أن الصدق يبدو في القلب ضعيفاً، فيتفقده صاحبه ويزيده الله. ويتفقده صاحبه ويزيده الله حتى يجعله بركة على نفسه، ويكون كلامه دواء للخاطئين، يذكر ذلك ثم يقول: أما رأيتموهم؟ ويرجع إلى نفسه فيقول: بلى! والله لقد رأيناهم: الحسن، وسعيد بن جبير وأشباههما. الرجل منهم، يحيي الله بكلامه الفئام من الناس. ومن هذه النظرات ما نراه في قوله: «يا هؤلاء إن الكلب إذا طرح إليه الذهب والفضة لم يعرفهما، وإذا طرح إليه العظم أكب عليه، كذلك سفهاؤكم لا يعرفون الحق».
والمؤمن –على فرحه بفضل الله- حزين القلب على ما يكون من تقصيره، ومخافته من هول يوم القيامة، لذا فإن من خراب القلب –كما يرى ابن دينار- أن يكون خالياً من هذا الحزن. انظر إليه يقول: «إذا لم يكن في القلب حزن خرب، كما إذا لم يكن في البيت ساكن يخرب».
وهذه الخشية من الله سمة من سمات الصديقين الذين يرون كأن كل وعيد في القرآن، إنما ينصب على رؤوسهم هم وحدهم، وكأن كل قارعة تتهدد العصاة إنما تتهددهم وحدهم، ومن هنا كان تأثرهم بقراءة القرآن خصوصاً آيات العذاب التي تحمل التهديد والتخويف تنفطر لها قلوبهم، وتهتز لها نفوسهم فيناجون الله، ويبكون، ويتخشعون، حتى ثبت عن عمر أنه كان يقرأ بعض الآيات في صلاته فيظل فترة بعدها طريح الفراش.
وفي هذا الباب: حدث المغيرة بن حبيب ختن مالك بن دينار أنه قال: يموت مالك بن دينار وأنا معه في الدار ولا أدري ما عمله. قال: فصليت العشاء الآخرة ثم جئت فلبست قطيفة في أطول ما يكون الليل. قال: وجاء مالك فقرب رغيفه فأكل ثم قام إلى آخر الصلاة، فاستفتح ثم أخذ بلحيته فجعل يقول: «إذا جمعت الأولين والآخرين فحرم شيبة مالك بن دينار على النار» فو الله ما زال كذلك حتى غلبتني عيني، ثم انتبهت فإذا هو على تلك الحال يقدم رجلاً ويؤخر أخرى يقول: «يارب إذا جمعت الأولين والآخرين فحرّم شيبة مالك بن دينار على النار» فما زال كذلك حتى طلع الفجر.
ومن وصاياه قوله: «إن من الناس ناساً إذا لقوا القراء ضربوا معهم بسهم، وإذا لقوا الجبابرة وأبناء الدنيا أخذوا معهم بسهم، فكونوا من قراء الرحمن بارك الله فيكم».

## قصة توبته
روى ابن قدامة في كتاب التوابين ـ القصة غير مسندة وهي ضعيفة ومنكرة ولا تصح حسب قول كثير من العلماء -:
| مالك بن دينار                                                                              | وروى عن مالك بن دينار أنه سئل عن سبب توبته فقال كنت شرطيا وكنت منهمكا على شرب الخمر ثم إنني اشتريت جارية نفيسة ووقعت مني أحسن موقع فولدت لي بنتا فشغفت بها فلما دبت على الأرض ازدادت في قلبي حبا وألفتني وألفتها قال فكنت إذا وضعت المسكر بين يدي جاءت إلي وجاذبتني كان عليه وهرقته من ثوبي فلما تم لها سنتان ماتت فأكمدني حزنها فلما كانت ليلة النصف من شعبان وكانت ليلة الجمعة بت ثملا من الخمر ولم أصل فيها عشاء الآخرة فرأيت فيما يرى النائم كأن القيامة قد قامت ونفخ في الصور وبعثرت القبور وحشر الخلائق وأنا معهم فسمعت حسا من ورائي فالتفت فإذا أنا بتنين أعظم ما يكون أسود أزرق قد فتح فاه مسرعا نحوي فمررت بين يديه هاربا فزعا مرعوبا فمررت في طريقي بشيخ نقي الثوب طيب الرائحة فسلمت عليه فرد السلام فقلت أيها الشيخ أجرني من هذا التنين أجارك الله فبكى الشيخ وقال لي أنا ضعيف وهذا أقوى مني وما أقدر عليه ولكن مر وأسرع فلعل الله أن يتيح لك ما ينجيك منه فوليت هاربا على وجهي فصعدت على شرف من شرف القيامة فأشرفت على طبقات النيران فنظرت إلى هولها وكدت أهوي فيها من فزع التنين فصاح بي صائح ارجع فلست من أهلها فاطمأننت إلى قوله ورجعت ورجع التنين في طلبي فأتيت الشيخ فقلت يا شيخ سألتك أن تجيرني من هذا التنين فلم تفعل فبكى الشيخ وقال أنا ضعيف ولكن سر إلى هذا الجبل فإن فيه ودائع المسلمين فإن كان لك فيه وديعة فستنصرك أبو قال فنظرت إلى جبل مستدير من فضة وفيه كوى مخرمة وستور معلقة على كل خوخة وكوة مصراعان من الذهب الأحمر مفصلة باليواقيت مكوكبة بالدر على كل مصراع ستر من الحرير فلما نظرت إلى الجبل وليت إليه هاربا والتنين من ورائي حتى إذا قربت منه صاح بعض الملائكة ارفعوا الستور وافتحوا المصاريع وأشرفوا فلعل لهذا البائس فيكم وديعة تجيره من عدوه فإذا الستور قد رفعت والمصاريع قد فتحت فأشرف علي من تلك المخرمات أطفال بوجوه كالأقمار وقرب التنين مني فتحيرت في أمري فصاح بعض الأطفال ويحكم أشرفوا كلكم فقد قرب منه عدوه فأشرفوا فوجا بعد فوج وإذا أنا بابنتي التي ماتت قد أشرفت علي معهم فلما رأتني بكت وقالت أبي والله ثم وثبت في كفة من نور كرمية السهم حتى مثلت بين يدي فمدت يدها الشمال إلى يدي اليمنى فتعلقت بها ومدت يدها اليمنى إلى التنين فولى هاربا ثم أجلستني وقعدت في حجري وضربت بيدها اليمنى إلى لحيتي وقالت يا أبت ((ألم يأن للذين آمنوا أن تخشع قلوبهم لذكر الله))الحديد 16 فبكيت وقلت يا بنية وأنتم تعرفون القرآن فقالت يا أبت نحن أعرف به منكم قلت فأخبريني عن التنين الذي أراد أن يهلكني قالت ذلك عملك السوء قويته فأراد أن يغرقك في نار جهنم قلت فأخبريني عن الشيخ الذي مررت به في طريقي قالت يا أبت ذلك عملك الصالح أضعفته حتى لم يكن له طاقة بعملك السوء قلت يا بنية وما تصنعون في هذا الجبل قالت نحن أطفال المسلمين قد أسكنا فيه إلى أن تقوم الساعة ننتظركم تقدمون علينا فنشفع لكم قال مالك فانتبهت فزعا وأصبحت فأرقت المسكر وكسرت الآنية وتبت إلى الله عز وجل وهذا كان سبب توبتي. | مالك بن دينار |
| — كتاب التوابين لابن قدامة كتاب الزهر الفاتح في ذكر من تنزه عن الذنوب والقبائح لابن الجزري | |               |

.

## وفاته
توفيَ بالبصرة، قيل إن وفاته كانت سنة 123 الهجرية، وقيل 126، وقيل 127، وقيل 130، وقيل 131.